# Ким Хюн Хий
Ким Хюн Хий (на корейски: 김현희) е севернокорейски агент и под псевдонима Маюми Хачия извършва терористичен акт взривявайки самолета при полет 858 на „Кориън Еър“ на 29 ноември 1987 г.

## Биография
Ким Хюн Хий е родена на 27 януари 1962 г. в Кесън, Северна Корея. По-късно семейството се премества в Пхенян. Баща ѝ е дипломат от кариерата и в резултат семейството живее известно време в Куба. След гимназията, където е отлична ученичка, се записва в университета „Ким Ир Сен“ и учи японски колеж по чуждоезиково обучение в Пхенян. През 1972 г. е избрана да представи цветя на висшия южнокорейски делегат по време на преговорите между Севера и Юга в Пхенян.
Преди да завърши образованието си е назначена към Севернокорайската агенция за разузнаване. Тан получава името Ок Хуа и е изпратена да живее в село извън Пхенян. Там прекарва седем години в тежко обучение като севернокорейски агент – учи бойни изкуства и физическа подготовка, гледа пропагандни филми, три години учи японски и тренира как да се държи като японка. Инструктор по японски ѝ е Яоко Тагучи, една от многото японци, отвлечени от Северна Корея. После се обучава в Макао като учи кантонски език, за да може говори на китайски, когато е изпратена в мисии в чужбина. Обучава се да пазарува в супермаркети, да използват кредитни карти и да посещават дискотеки, места каито не съществуват в родината ѝ. След това пътува из Европа с по-възрастен мъж – Ким Сунг Ил, представяйки се за баща и дъщеря.
През 1987 г. на Ким Хюн Хий е възложено да взриви самолет на Корейските авиолинии, защото Южна Корея се готви да бъде домакин на Олимпийските игри в Сеул. Казано ѝ е, че заповедта идва лично от Ким Ир Сен с обещанието, че ще се върне при семейството си и няма да работи като агент. С Ким Сунг Ил, като японка и под името Шиничи Хачия, отиват в Будапеща, където получават взривно устройство маскирано като транзистор. После отиват до Багдад, за да започнат изпълнението на мисията ѝ. Качват се в самолета полет 858 от Багдад за Сеул, но слизат в Абу Даби и отиват в Бахрейн. Самолетът се взривява над Андаманско море. Двамата са задържани в Бахрейн, след като полицията открива, че паспортите им са фаршиви. Ким Сеунг Ил взема цианидно хапче, скрито в цигара и умира. Ким Хюн Хий прави същото, но един от полицаите реагира бързо и я спира. Тя е задържана, разпитвана и екстрадирана в Южна Корея.
В Сеул измислена ѝ биография се разпада и тя признава, че е извършила атентата по заповед на ръководството на Северна Корея. За участието си получава смъртна присъда през март 1989 г. Помилвана е от южнокорейския президент Ро Де У в края на годината с мотиви, че тя е с промит мозък и жертва на истинския виновник – правителството и Ким Ир Сен.
В следващите години тя пише автобиография, озаглавена „Сълзите на моята душа“, публикувана през 1993 г. Дарява приходите от нея на семействата на жертвите на полет KAL 858.
През декември 1997 г. Ким Хюн Хий се омъжва за бивш южнокорейски разузнавателен агент, с който имат две деца. Живее по прикритие поради страх от репресии от севернокорейското правителство, което я е обявило за предател, а родителите ѝ са отведени в трудов лагер.

## Произведения
- The Tears of My Soul (1993)
Сълзите на моята душа, изд.: „Емас“, София (1994), прев. Илияна Шеркова